# Kilikische Seeräuber

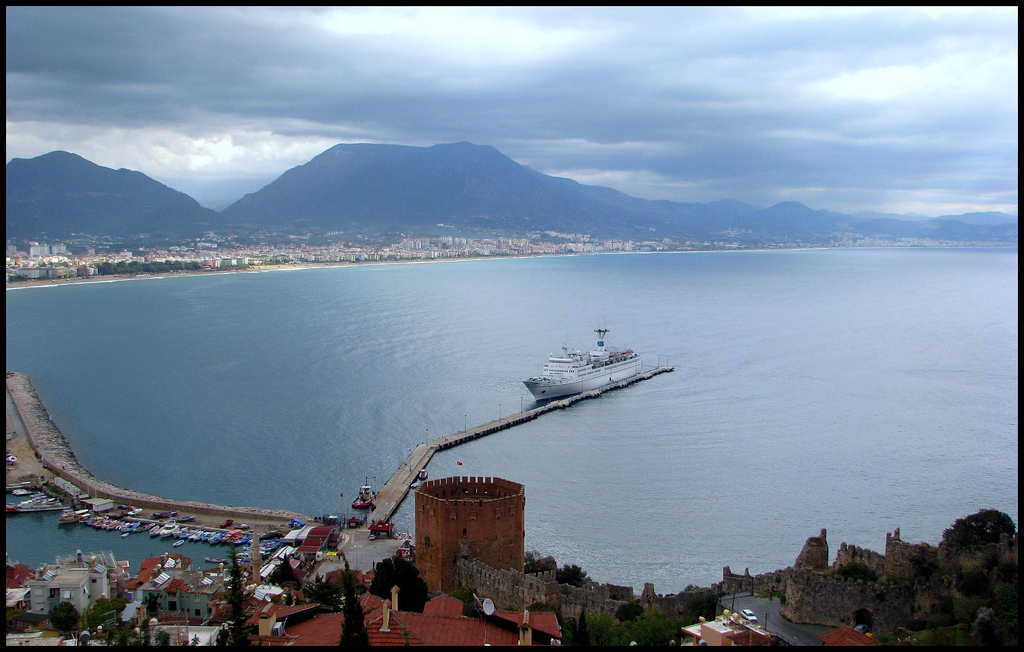
Am Kap von Korakesion (heute Alanya) fand die Entscheidungsschlacht statt.

Die sogenannten Kilikischen Seeräuber waren eine von Basen im gesamten Mittelmeerraum operierende Seemacht, die vom 2. Jahrhundert v. Chr. bis zu ihrer Unterwerfung durch Gnaeus Pompeius Magnus 67 v. Chr. vor allem das östliche Mittelmeer beherrschte und während dieser Zeit den Handel im Mittelmeerraum empfindlich störte.

## Ursprünge

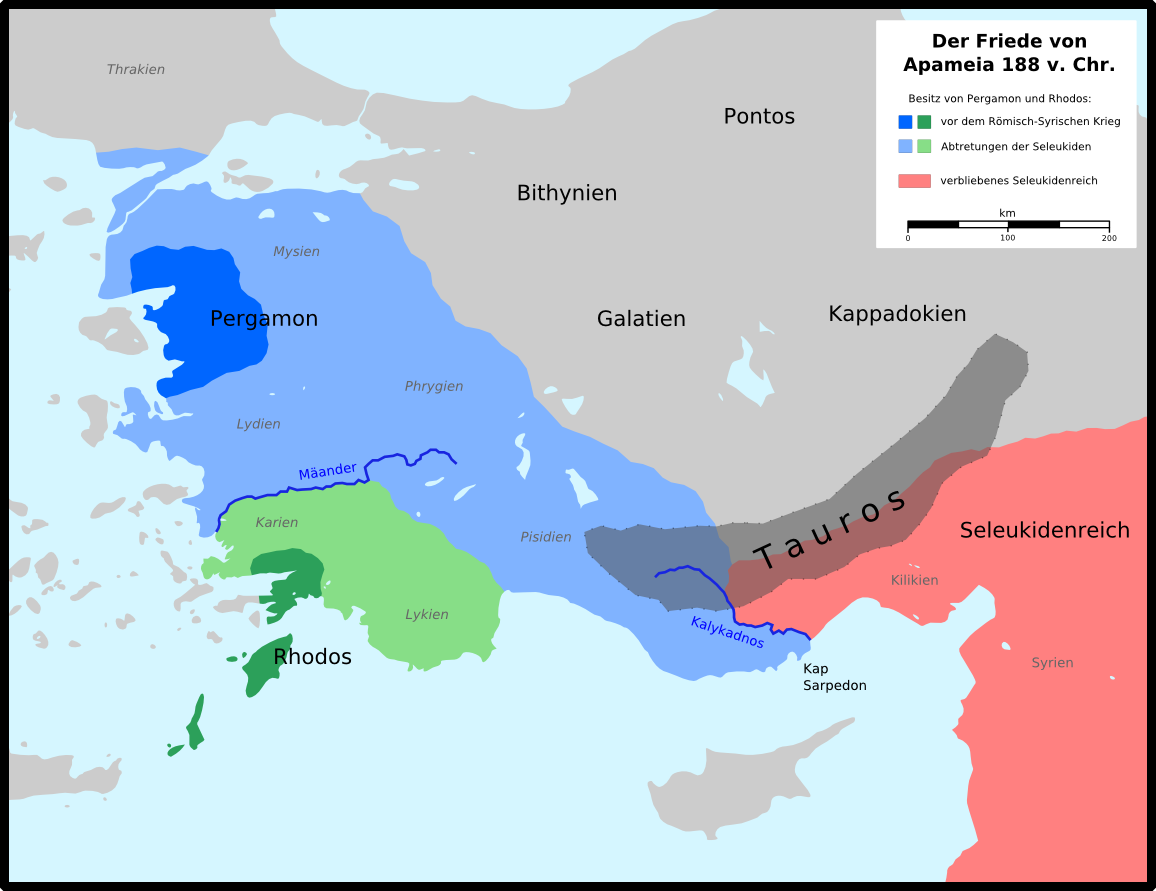
Situation nach dem Frieden von Apameia

Durch den Niedergang des Seleukidenreiches im 2. Jahrhundert v. Chr. entstand im östlichen Mittelmeerraum ein Machtvakuum, durch das sich eine von Häfen in Kilikien aus operierende wohlorganisierte Seeräuberei etablieren konnte. Nach dem Frieden von Apameia 188 v. Chr. gehörte Kilikien zwar formal noch zum Reich des besiegten Antiochos III., der schon zuvor geringe Einfluss des Seleukidenreichs in der Region war jetzt aber aufgrund der Vertragsbedingungen (nur 10 oder 12 Kriegsschiffe, und keine Operationen westlich des Kalykadnos) gänzlich verschwunden, weshalb die dort nie ganz in Vergessenheit geratenen Seeräubertraditionen bald wieder auflebten. Diese Piraterie wurde im Lauf der Kriege des Mithridates VI. von Pontos gestärkt. Nach Appian war es Mithridates selbst, der das Piratenwesen auf eine neue Stufe hob und so eng mit den Piraten verbündet war, dass er, als er einmal schiffbrüchig wurde, nicht zögerte, an Bord eines Piratenschiffes zu gehen und sich nach Hause fahren zu lassen.

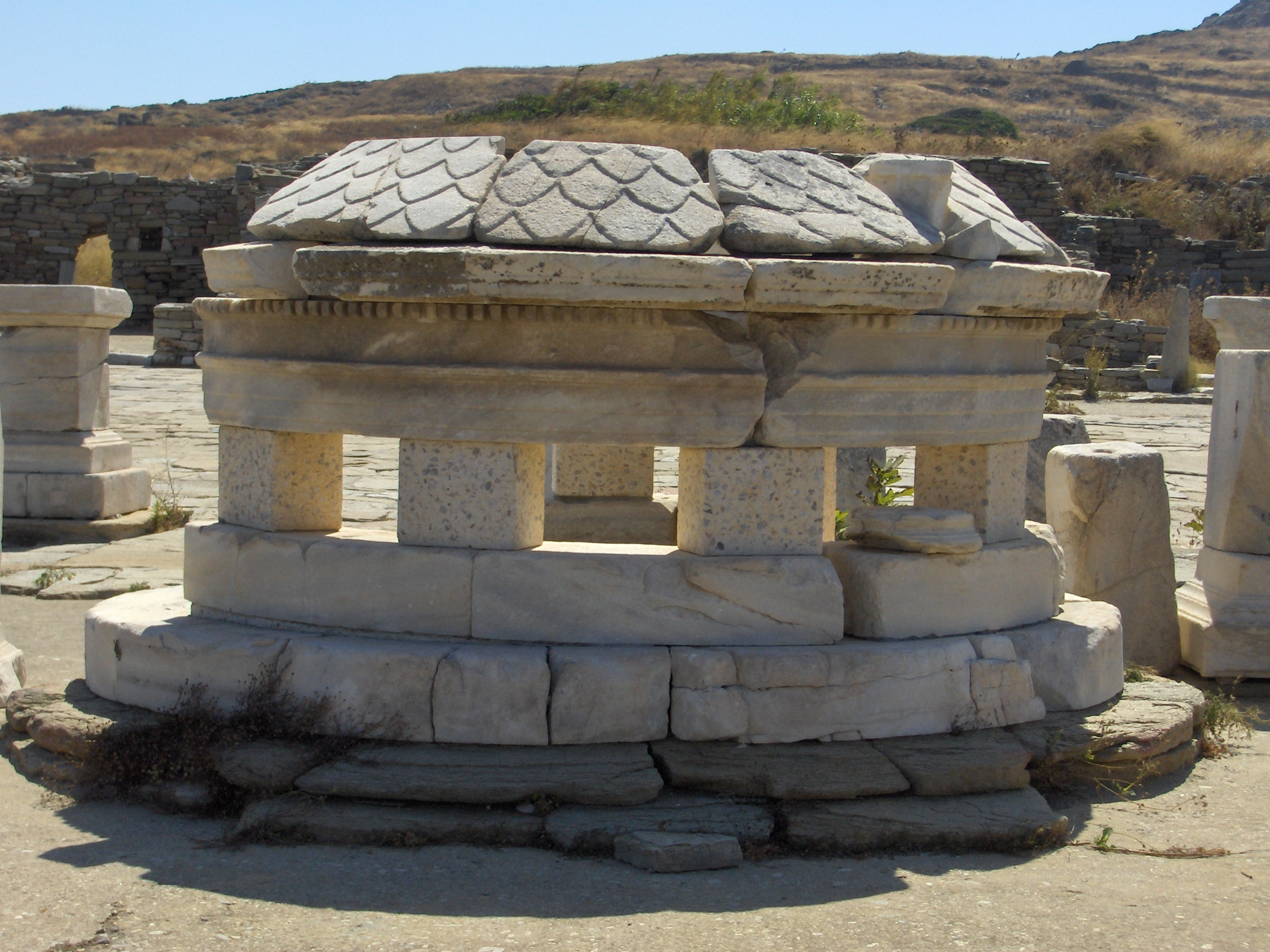
Agora auf Delos, damals größter Sklavenmarkt.

Die wichtigste Festung der Piraten war Korakesion in Pamphylien, das heutige Alanya. Hier hatte der seleukidische Prätendent Diodotos Tryphon 138 v. Chr. seine Seemacht stationiert. Die an den damaligen Kämpfen beteiligten Söldner waren nach dem antiken Geschichtsschreiber Strabon der Kern des danach entstandenen Piratenunwesens, das sich schnell ausbreitete, da vor allem der Sklavenhandel sehr lukrativ war.
„Kaufmann, schiffe heran und lade aus, alles ist verkauft“, so hieß damals in Delos das Sprichwort. Delos war nicht nur zentraler Kultort des Apollon und der Artemis, sondern auch ein Emporion, ein 167 v. Chr. durch römischen Senatsbeschluss privilegierter Handelsplatz und bis zu seiner Zerstörung durch Mithridates 88 v. Chr. das Zentrum des Sklavenhandels für den gesamten Mittelmeerraum. Die Piraten hatten keine Probleme, ihre „Ware“ dort abzusetzen. Es hieß, dass dort an einem Tag bis zu 10.000 Sklaven „umgeschlagen“ wurden.
Die Herrscher von Syrien konnten den Seeraub nicht unterbinden, Zypern und Ägypten förderten ihn, weil er schädlich für Syrien war, und auch die Seemacht Rhodos vermochte nichts zu unternehmen. Für Rom war das Piratenwesen zunächst nützlich, da der Bedarf an Sklaven bei den nach der Zerstörung Korinths und Karthagos immens reich gewordenen Römern sehr groß war. So kam es, dass die kilikischen Seeräuber bald den Sklavenhandel beherrschten und damit Hauptlieferanten einer Ware von zentraler Bedeutung für die römische Wirtschaft wurden (siehe Sklaverei im Römischen Reich).
Es scheint noch einen weiteren Grund für die römische Gleichgültigkeit gegeben zu haben: Menschenraub und Versklavung der Opfer wurde auch im Namen Roms in großem Maßstab von den Gesellschaften der Steuerpächter betrieben. Das ging so weit, dass König Nikomedes III. von Bithynien 104 v. Chr. auf eine Anforderung von Hilfstruppen antworten konnte, er habe keine, denn die Publicani hätten alle kräftigen Männer geraubt.
In den Städten Olympos, Korykos, Phaselis, Attaleia und Side konnten die Piraten den Hafen anlaufen und offen ihren Geschäften nachgehen, wozu es gehörte, die bei Seeüberfällen Gefangenen als Sklaven zu verkaufen, ohne ein Geheimnis daraus zu machen, dass hier Freigeborene unrechtmäßig verkauft wurden. Teil- und zeitweise standen diese Städte unter Piratenherrschaft, so Olympos, Korykos und Phaselis unter der Herrschaft eines Seeräubers namens Zeniketes, der dort ein kleines Piratenreich begründet hatte, das allerdings von nur kurzer Dauer war. Als die römischen Truppen des Publius Servilius Vatia 77 v. Chr. seine Festung auf dem Berg Olympos stürmten, setzte er sich und seinen gesamten Haushalt in Brand. Insofern ist die Bezeichnung der Seeräuber als „kilikisch“ zwar etabliert, eigentlich aber irreführend, da die Zentren ihrer Aktivität eigentlich teils in Lykien wie das Zeniketes-Reich, teils in Pamphylien lagen.
Außerdem besaßen die Piraten zahlreiche befestigte Schlupfwinkel an der kilikischen Küste, sie beherrschten die kretischen Häfen und hatten Stützpunkte (Plutarch nennt die Zahl 400) im gesamten Mittelmeerraum bis hin zu den Balearen und der Straße von Gibraltar. Appian zufolge waren die Piraten der Herkunft nach bunt gemischt: teils Kilikier, teils Syrer, Zyprer, Pamphylier und Leute aus Pontos. Vorwiegend aber waren sie Söldner aus den mithridatischen Kriegen, die nach der Niederlage des Mithridates ihr Mordhandwerk auf eigene Faust fortsetzen wollten.

## Kultur der Piraten
Auf dem Höhepunkt ihrer Macht waren die kilikischen Piraten längst keine schlichte Räuberbande mehr: Nach Plutarch verfügten sie über mehr als 1000 Schiffe, hatten 400 Städte erobert, waren gut organisiert und nicht nur das: Besonders übel nahm man ihnen ihre unverschämte Prachtentfaltung. Weit davon entfernt, als zerlumpte Halsabschneider aufzutreten, betrieben sie die Seeräuberei auf Schiffen mit vergoldeten Segeln, purpurnen Sonnendächern auf dem Oberdeck und versilberten Riemen.
Man lebte nicht nur kultiviert, man pflegte auch einen rauen Humor. Wenn ein Gefangener sich darauf berief, Römer zu sein, taten die Piraten sehr erschrocken, als wäre ein unverzeihliches Versehen unterlaufen, und kleideten den Gefangenen nach Römerart mit Stiefeln und Toga, damit man ihn nun sofort als Römer erkenne. Wenn sie dann ihren Spaß gehabt hatten, ließen sie eine Leiter zum Wasser herab und baten ihren Gefangenen höflich, das Schiff zu verlassen und seiner Wege zu gehen, er sei frei. Wenn dieser mitten auf dem Meer dazu keine Lust zeigte, halfen sie nach.
Als Besonderheit der Piraten vermerkt Plutarch, dass sie die ersten bekannten Verehrer des Mithras waren. Sie sollen in Olympos, einer Küstenstadt an der Bucht Pamphyliens, seltsame Opfer dargebracht haben, ob dem Mithras oder einer anderen Gottheit, wird nicht vermerkt. Bemerkenswert ist auch, dass dort ganz in der Nähe sich die Chimaira befindet, ein schon damals bestehender Erdbrand und Kultplatz, an dem zur Zeit des Zeniketes weithin sichtbare Flammen aus dem Berg schlugen.
Was andere Götter als Mithras betrifft, zeigten die Piraten weder Scheu noch Frömmigkeit, denn sie plünderten die griechischen Tempel und Heiligtümer ohne Hemmung: Klaros, Didyma, Samothrake, den Tempel der Gaia in Hermione, den Tempel des Asklepios in Epidauros, die Tempel des Poseidon am Isthmus von Korinth, in Tainaron und Kalaureia, die Tempel des Apollon in Actium und Leukas und die der Hera in Samos, Argos und Lakinion. Auch wenn man einbezieht, dass damals Tempel das waren, was heute Banken sind, kann den Piraten doch eine ausgeprägte Unverfrorenheit unterstellt werden.

## Erste Aktionen Roms
Die ersten militärischen Aktionen Roms gegen die Piraten blieben ohne nachhaltigen Erfolg oder scheiterten: Marcus Antonius Orator bekämpfte die Piraten, als er 102 v. Chr. Prätor in Kilikien war, wofür man ihm sogar einen Triumphzug gewährte, und Marcus Antonius Creticus, sein Sohn und Vater des berühmten Marcus Antonius, erhielt ein sogenanntes imperium infinitum zur Bekämpfung der Seeräuberei auf Kreta, als er 74 v. Chr. Prätor war. Auch die Aktionen des Lucius Licinius Murena zeitigten keine nennenswerten Erfolge.
Murena hätte, vermutlich einem schon länger bestehenden Plan Sullas folgend, sowohl von Land entlang der Nordflanke des Taurus als auch von See entlang der Südküste Kleinasiens angreifen sollen. Er besetzte zwar die Kibyratis, seine Misserfolge in der Auseinandersetzung mit Mithridates machten aber eine konsequente Aktion gegen die Piraten unmöglich und führten 81 v. Chr. zu seiner Abberufung.
Die Rollen des Gnaeus Cornelius Dolabella, ab 80 v. Chr. Prokonsul in Kilikien, und dessen Proquästor Gaius Verres waren noch unrühmlicher: Sie plünderten die Bevölkerung aus und verursachten Verwüstung und Aufruhr in der Region – so sah es jedenfalls Cicero. Gegen Dolabella wurde nach seiner Rückkehr 79 v. Chr. wegen Erpressung ein Repetundenverfahren eröffnet, in dem er von Verres stark belastet wurde. Dolabella wurde verurteilt und Verres aufgrund seiner Aussage freigesprochen.
Nach Dolabella war Publius Servilius Vatia in den Jahren 78 bis 74 v. Chr. Prokonsul von Kilikien und bekämpfte die Piraten. Er war Florus zufolge der erste Römer, der den Taurus überschritt. Nach dem Sieg über die Isaurier wurde ihm der Ehrenname Isauricus verliehen. Als deren Überwinder konnte er 74 v. Chr. einen Triumph feiern. Doch auch dieser militärische Erfolg blieb ohne nachhaltige Wirkung. Zwar war der Erfolg in Kilikien selbst erheblich – nach Ammianus Marcellinus habe Servilius Vatia die Region tributpflichtig gemacht – aber die Römer hätten es versäumt, die Flucht der Piraten über See zu verhindern. Daher konnten sie sich sehr schnell neue Piratennester suchen, vor allem auf Kreta, wo sie das dort bereits heimische Piratenwesen binnen kurzem verdrängten.

## Caesars Gefangenschaft
Laut einer berühmten, von Velleius Paterculus, Sueton und am farbigsten von Plutarch geschilderten Anekdote wurde eine Gruppe von Seeräubern selbst zu Objekten des rauen Humors des jungen Gaius Iulius Caesar. Dieser war demnach auf dem Weg zu einer Bildungsreise nach Rhodos 75/74 v. Chr. bei der Insel Pharmakussa nahe Milet in die Hände der Piraten gefallen. Die Entführer forderten zunächst 20 Talente Lösegeld, was Caesar der Bedeutung seiner Person nicht angemessen fand; er erbot sich, stattdessen 50 Talente zu zahlen. Zur Auftreibung dieser Summe sandte er die meisten seiner Begleiter aus und behielt nur seinen Leibarzt und zwei Diener bei sich. Während der mehrwöchigen Wartezeit auf das Lösegeld lebte Caesar ganz unbefangen unter den Piraten und schien nicht Gefangener, sondern Gebieter zu sein. Er trieb Sport, befahl seinen Entführern Ruhe, wenn er schlafen wollte und schrieb Gedichte und Reden, die er laut vorlas. Wenn ihm der Applaus nicht genügte, nannte er die Piraten ungebildete Barbaren und drohte ihnen, sie hängen zu lassen, was diese sich gefallen ließen, da sie ihn für einen jungen, harmlosen Narren mit losem Mundwerk hielten.
Nach 38 Tagen kehrten die von Caesar ausgeschickten Männer mit dem verlangten Lösegeld wieder zurück, für das kleinasiatische Städte aufgekommen waren. Da Caesar, immerhin auch schon als junger Mann einflussreicher römischer Adliger, maßgeblich aufgrund der unzureichenden Küstenüberwachung durch diese Städte in Gefangenschaft geraten war, hatten Letztere seiner Forderung nach Bezahlung seiner Loskaufung nachkommen müssen. Kaum war er frei, rüstete er rasch im Hafen von Milet eine kleine Flotte aus und setzte seinen Entführern nach. Er konnte nach kurzem Kampf viele von deren Schiffen teils versenken, teils erobern; einigen Piratenschiffen gelang jedoch die Flucht. Bei dieser Aktion handelte Caesar allerdings als nicht dazu autorisierter Privatmann.
Nun brachte Caesar die ergriffenen Seeräuber nach Pergamon, stellte sie dort unter Bewachung und begab sich persönlich nach Bithynien zum Proprätor Marcus Iuncus, der die Provinz Asia mit prokonsularischem Imperium verwaltete. Iuncus war für die Bestrafung der Festgenommenen zuständig, weigerte sich aber, der von Caesar erwarteten Hinrichtung der Piraten zuzustimmen. Laut Plutarch war er auf die beträchtlichen Beutegelder der Piraten begierig, Velleius zufolge hoffte er hingegen auf einen hohen Erlös aus dem Verkauf der Gefangenen als Sklaven. Caesar kehrte jedoch schnell nach Pergamon zurück, ehe der Befehl des Proprätors dorthin übermittelt worden war, und ließ alle Piraten auf eigene Faust ans Kreuz schlagen. Sueton berichtet, dass Caesar die Verurteilten vor einem qualvollen Tod bewahrt habe, indem er ihnen vor der Kreuzigung die Kehle durchschneiden ließ. Nach der Aussage eines erhaltenen Fragments der heute verlorenen Schriften des römischen Antiquars Fenestella sei die Hinrichtung an den gefangenen Seeräubern nicht durch Kreuzigung, sondern durch Enthauptung vollzogen worden.

## Krieg des Pompeius

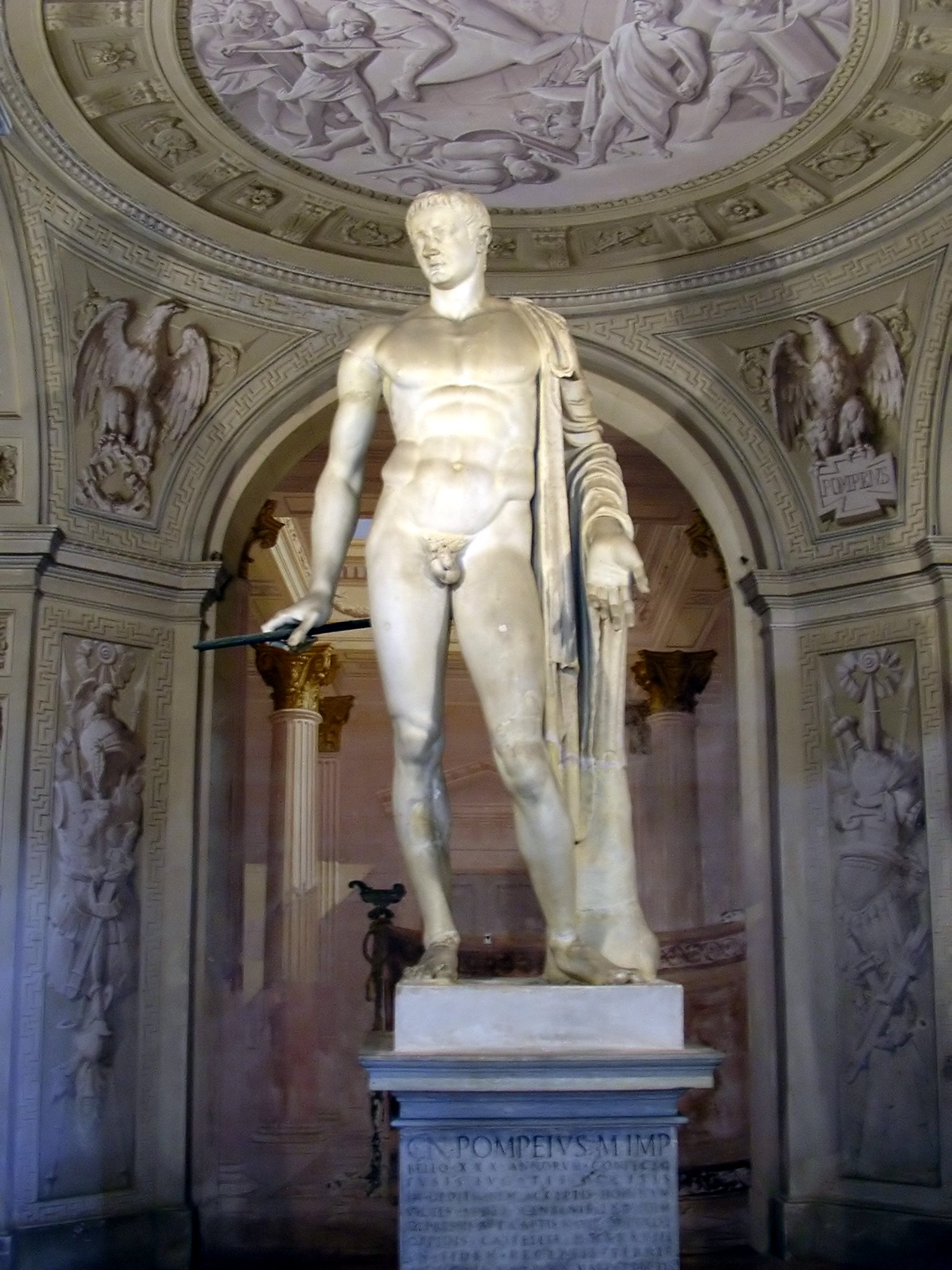
Angebliche Statue des Pompeius als Heros (Villa Arconati, Mailand, Italien)

Schließlich störten die Piraten, deren Macht trotz allem weiterhin Bestand hatte, nicht nur die Getreideversorgung Roms, sondern sie demonstrierten durch Raubüberfälle an den Küsten Italiens, bei denen sie auch gelegentlich edle Römerinnen entführten, darunter die Tochter eines Triumphators, dass sie sich als Herren des Meeres fühlten und vor der römischen Seemacht keine Furcht hatten. Sie gingen schließlich so weit, zwei römische Prätoren, Sextilius und Bellinus, samt Liktoren und Amtsinsignien zu rauben.
Wegen solch unerträglicher Umstände erhielt Gnaeus Pompeius Magnus 67 v. Chr. aufgrund der Lex Gabinia ein mit umfassenden Vollmachten ausgestattetes außerordentliches Imperium. Seiner Befehlsgewalt unterstanden das gesamte Mittelmeer und dessen Küstenbereiche ca. 75 Kilometer landeinwärts. Zu diesem Herrschaftsgebiet gehörten somit große Gebiete, die zu dieser Zeit keineswegs Teil des Römischen Reiches waren. Zudem erhielt er unbegrenzte finanzielle Mittel, die Befugnis, Aushebungen vorzunehmen und eine Flotte von zunächst 200, später 500 Schiffen.
Binnen sechs Monaten gelang es Pompeius mit dieser Streitmacht, die Piraten zu besiegen und die Sicherheit der Seewege im Mittelmeer wiederherzustellen. Dabei teilte er das gesamte Mittelmeergebiet unter die ihm unterstellten Legaten aus dem Senatorenstand wie folgt auf:
- Spanien und die Straße von Gibraltar: Tiberius Claudius Nero und Aulus Manlius Torquatus
- Gallien und Ligurien: Marcus Pomponius
- Nordafrika, Sardinien, Korsika und die Inseln: Gnaeus Cornelius Lentulus Marcellinus und Publius Atilius
- Italien: Lucius Gellius Publicola und Gnaeus Cornelius Lentulus Clodianus
- Sizilien und Adria bis Akarnanien: Plotius Varus und Marcus Terentius Varro
- Peloponnes, Attika, Euböa, Thessalien, Makedonien und Böotien: Lucius Cornelius Sisenna
- griechische Inseln, Ägäis und Hellespont: Lucius Lollius
- Bithynien, Thrakien, Propontis und Bosporus: Marcus Pupius Piso Frugi Calpurnianus
- Lykien, Pamphylien, Zypern und Phönizien: Quintus Caecilius Metellus Nepos

Dieser systematische Ansatz hatte zur Folge, dass den Piraten keine Ausweichmöglichkeiten mehr blieben und sie sich schließlich in eine Verteidigungsposition gedrängt sahen.
Die entscheidende Schlacht wurde vor Korakesion geschlagen, in der die Flotte des Pompeius die Piratenflotte besiegte. Pompeius war auf eine anschließende Belagerung der Festung vorbereitet, was sich aber als unnötig herausstellte, da die Verteidiger sich ergaben. Damit war der Krieg gegen die Piraten beendet.

## Folgen

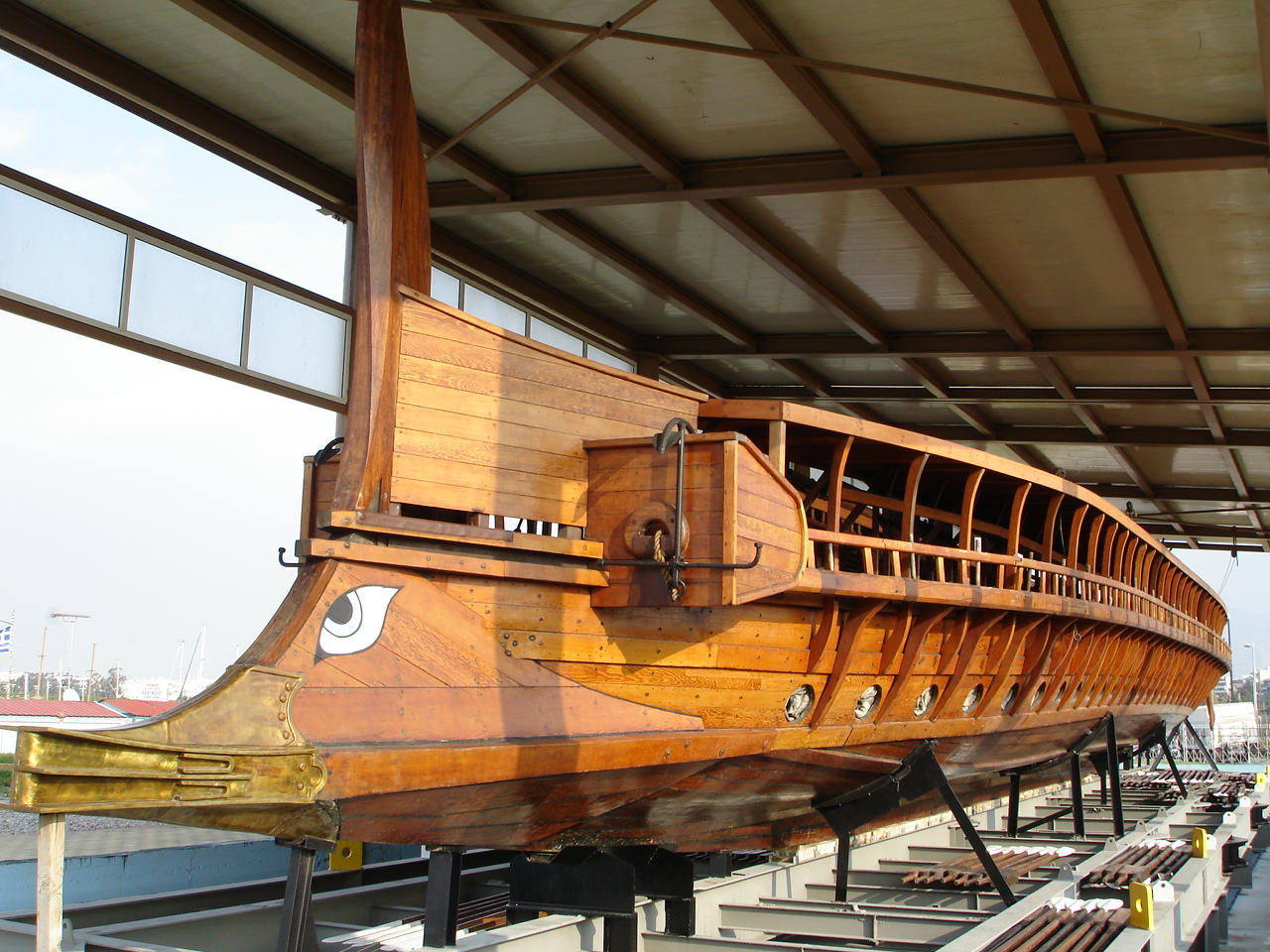
90 Kriegsschiffe mit bronzenem Rammsporn gehörten zur Beute (hier die Rekonstruktion einer griechischen Triere).

Nach Appian erbeutete Pompeius 71 Schiffe durch Entern und 306 durch Kapitulation, darunter nach Plutarch 90 Kriegsschiffe mit bronzenem Rammsporn. 120 Piratenstützpunkte und 20.000 Piraten ergaben sich. 10.000 waren im Krieg gefallen, das heißt, dass die Piratenstreitmacht zuvor mindestens 30.000 Mann zählte. Außerdem konnte Pompeius zahlreiche Gefangene befreien, die heimgekehrt öfters ihr eigenes Kenotaph vorfanden, da man sie für tot gehalten hatte.
Anders als Caesar ließ Pompeius die Besiegten nicht kreuzigen, sondern schenkte ihnen das Leben und machte sie zu Verbündeten, was auf Seite der Piraten die Bereitschaft verstärkte, sich zu ergeben und beim Aufspüren der letzten Schlupfwinkel behilflich zu sein. Die Besiegten siedelte Pompeius teils in Kilikien und dort vor allem in dem von Tigranes II. zerstörten Soloi, sowie in Mallos, Adana, und Epiphaneia an, die meisten aber brachte er nach Dyme in Achaia und machte sie dort zu Bauern.
Pompeius selbst nahm zahlreiche ehemalige Piraten in sein Gefolge auf, von denen einige in den großen Seeschlachten des Bürgerkriegs auf Seiten des Sextus Pompeius und des Marcus Antonius kämpften, wodurch manche namentlich bekannt sind, wie Menodoros und Tarkondimotos.

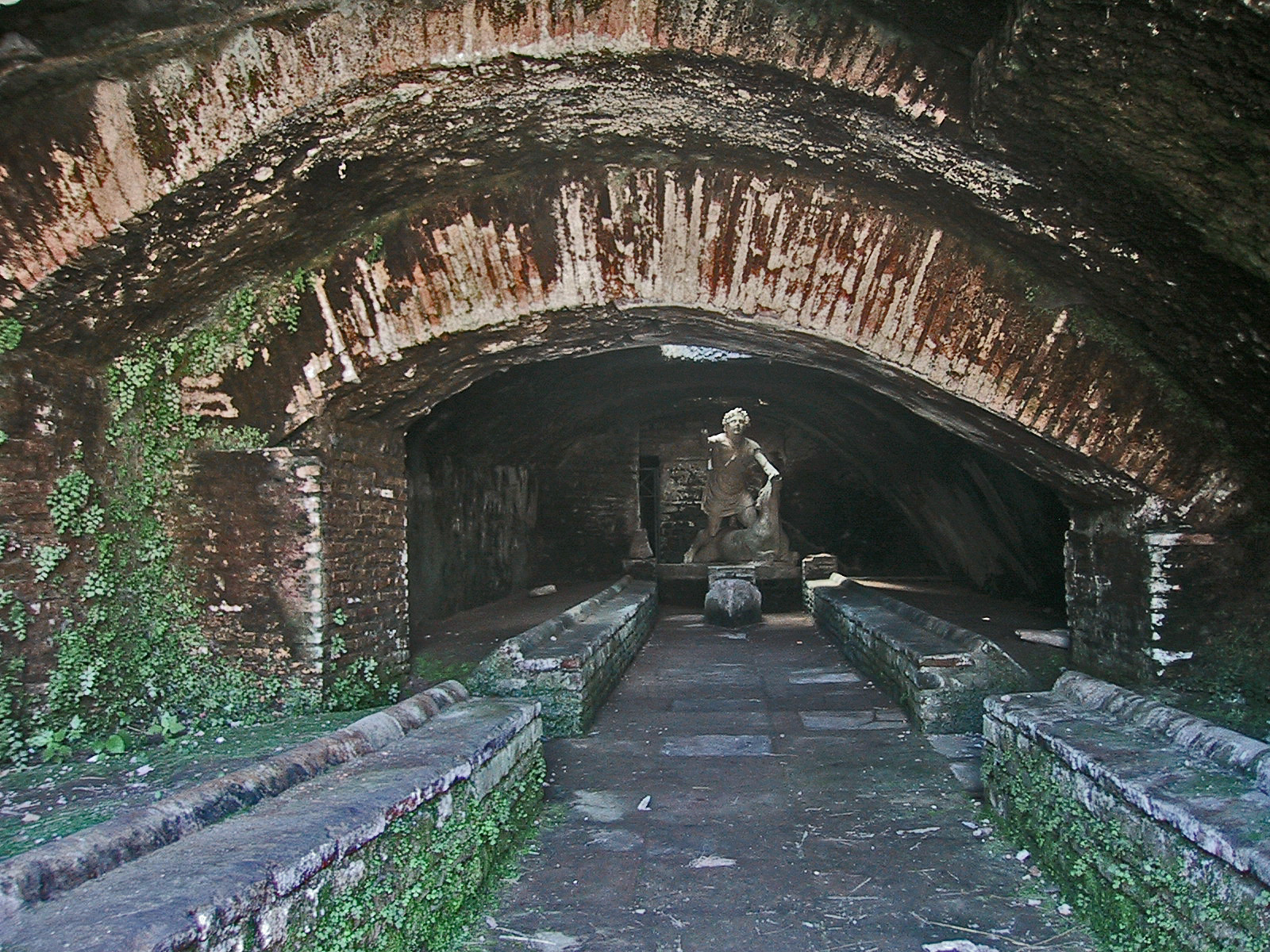
Kilikische Piraten verbreiteten den Mithraskult (Mitreo delle Terme del Mitra in Ostia Antica)

Als eine wichtige langfristige Konsequenz dieses relativ milden Umgangs mit dem besiegten Gegner nennt David Ulansey die Ausbreitung des Mithraskultes im römischen Imperium. Wie oben erwähnt waren die Piraten nach Plutarch die ersten Anhänger des Mithras. Ulansey vertritt die Theorie, dass die Wurzeln des Mithraskultes in Kilikien lagen, und macht insbesondere Tarsos und die dort wirkenden stoischen Philosophen als Begründer des Kultes aus. Nach dem Sieg des Pompeius dienten ehemalige Piraten im römischen Heer und so verbreitete sich der Kult.

## Rezeption
Kilikische Piraten spielten oft eine Rolle im antiken Roman. Sie hatten meist die Funktion, die weibliche Protagonistin an einen weit entfernten Ort zu verschleppen, wo sie Gefahren entgehen und Anfechtungen widerstehen konnte, während der männliche Protagonist den Erdkreis nach ihr absuchte und dabei selbst interessante Abenteuer erlebte. Das bekannteste Beispiel ist der Roman Chaireas und Kallirrhoe des Chariton von Aphrodisias.
In der modernen Populärkultur hinterließen die kilikischen anders als die karibischen Piraten nur einen kleinen Eindruck: In Stanley Kubricks Monumentalfilm Spartacus von 1960, der auf dem gleichnamigen Roman von Howard Fast basiert, haben sie einen kurzen Auftritt, der nicht ganz den überlieferten Fakten entspricht. Im Film sollen sie die aufständischen Sklaven in ihre Heimatländer bringen, werden aber von dem römischen Feldherrn Marcus Licinius Crassus bestochen und lassen daher die Sklaven im Stich.
Plutarch zufolge hatte Spartacus, der Führer des Sklavenaufstands, tatsächlich versucht, mit den kilikischen Seeräubern ins Geschäft zu kommen. Sie sollten aber nicht die Aufständischen in die Heimat bringen, sondern 2.000 seiner Kämpfer nach Sizilien übersetzen, wo er einen neuen Aufstand unter den dortigen Sklaven anfachen und so die Gegner und damit die Probleme der Römer vermehren wollte. Die Kilikier nahmen seine Geschenke an, blieben aber die versprochene Leistung schuldig.